# Siboglinum taeniaphorum
Siboglinum taeniaphorum är en ringmaskart som beskrevs av Ivanov 1960. Siboglinum taeniaphorum ingår i släktet Siboglinum och familjen skäggmaskar. Inga underarter finns listade i Catalogue of Life.